# Банијац (топ)
Банијац је надимак за импровизирани партизански топ израђен у селу Хајтићу на Банији.

## Историја

### Први топ
Мајстор ковач је био Симо Једнак. Цијев је била од црквеног мужара, ојачана с 2 прстена од гвожђа и причвршћена за постоље од дрвета. При дну цијеви постоји лежиште за капислу и ударач с обарачем. Меци су прављени од штапова динамита, и омотани са крпом у коју су замотане оловне куглице и фитиљ. Први пут је кориштен 19. децембра 1941. при нападу на усташе у селу Хајтић. При нападу на усташе у селу Владетић 24. децембра 1941. цијев топа се распрсла.

### Радионица
Исти мајстор касније прави сличан топ користећи за цијев осовину заробљеног тенка. Послије тога на Банији је основана радионица у којој се прави око 30 оваквих оруђа. Цијеви су рађене од осовина млинских точкова а меци од цијеви за водовод пуњених динамитом, барутом и оловним куглицама. Један примјерак овога топа се налази у Војном музеју у Београду.